# Słomianka (gmina Niemież)
Słomianka (lit. Šiaudinė, hist. Liepiškių Šiaudinė) – wieś na Litwie, w okręgu wileńskim, w rejonie wileńskim, w gminie Niemież.

## Historia
W dwudziestoleciu międzywojennym zaścianek leżący w Polsce, w województwie wileńskim, w powiecie wileńsko-trockim, w gminie Rudomino. W 1931 miejscowość liczyła 76 mieszkańców, zamieszkałych w 16 budynkach.
Po II wojnie światowej w granicach Związku Sowieckiego. Od 1991 na niepodległej Litwie.

## Ludzie związani z miejscowością
- Irena Duchowska – polska poetka, pedagog i działaczka społeczna; urodzona w Słomiance